# Hjärtebarnsförbundet
Hjärtebarnsförbundet är en ideell handikapporganisation i Sverige som arbetar för att förbättra villkoren för familjer som har barn och ungdomar födda med hjärtfel, vilka populärt kallas hjärtebarn.
Förbundet bildades 1975 och har cirka 6 000 medlemmar i 11 föreningar och en rikstäckande förening för vuxna födda med hjärtfel, GUCH, (Grown Up with Congenital Heart disease). Organisationen är medlemmar i Funktionsrätt Sverige. Internationellt sker samarbete genom organisationen Corience.